# Plastové okno

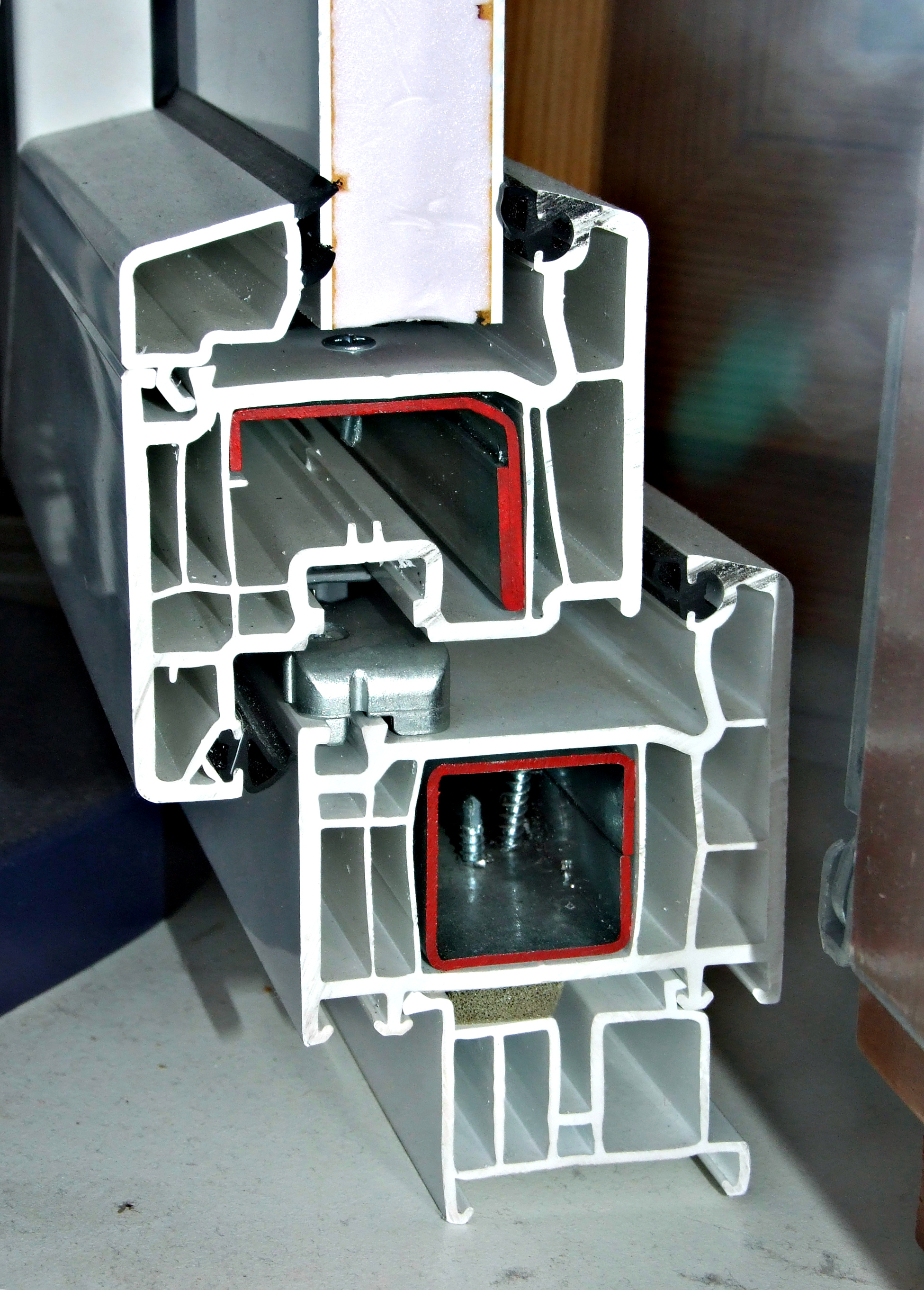
Průřez pětikomorovým profilem

Plastové okno je skleněná výplň stavebních otvorů, jejíž rám je vyroben z plastového profilu rozděleného na izolační komory a vyztuženého ocelovou výztuhou.
Plastová okna jsou určena pro použití v obytných i průmyslových budovách, pro denní osvětlení a přirozené (přímé) větrání vnitřních prostor budov. Plní funkce tepelně izolační i zvukově izolační.

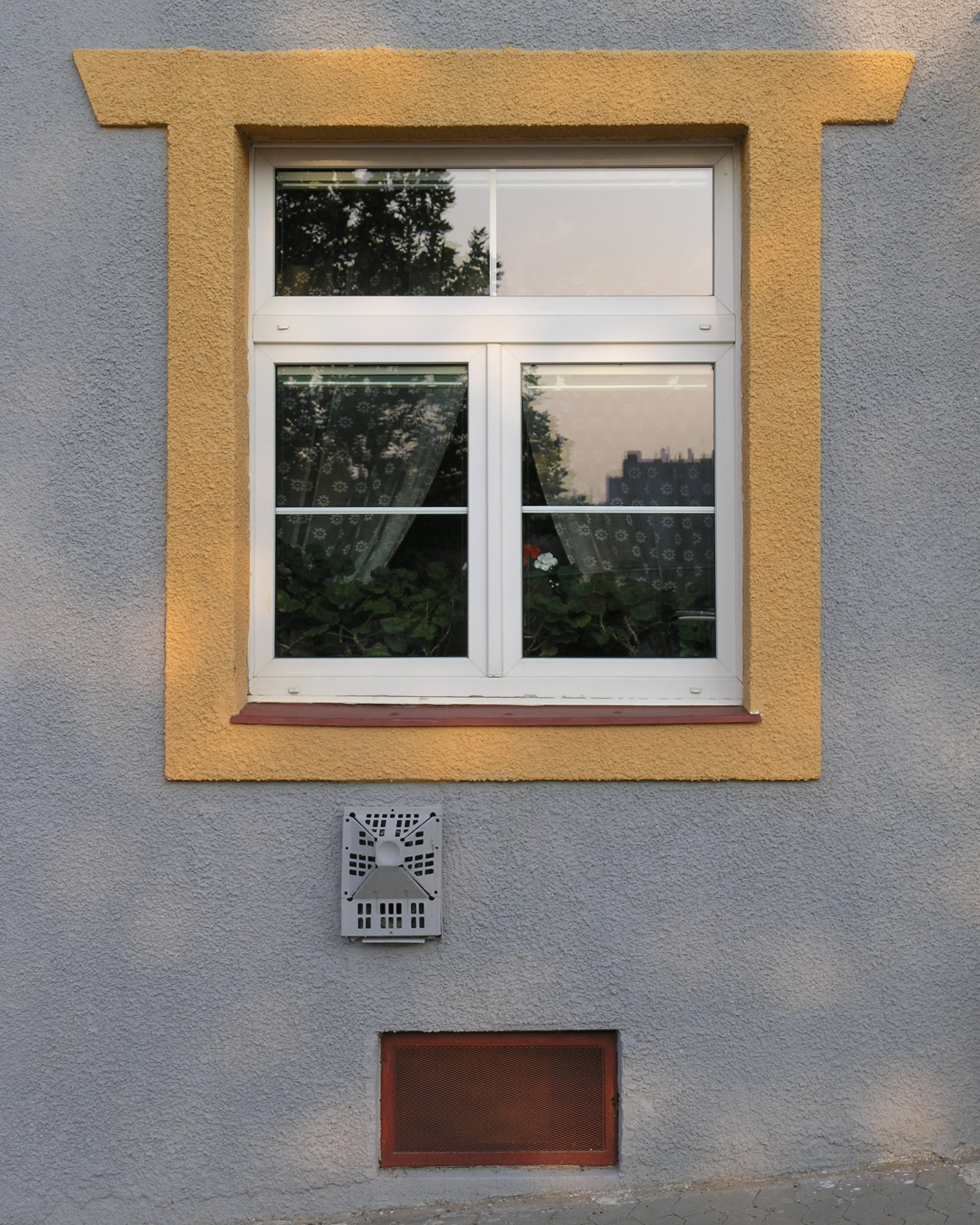
Novodobé třídílné plastové okno s meziokenními rámečky osazené do starší zástavby (Praha, Střešovice)

## Historie
Plastová okna se začala vyrábět v 50. letech 20. století. První okna měla jednokomorové profily bez výztuh. Vzhledem ke značné úspoře energií se začaly rychle rozšiřovat a vyvíjet nové typy oken. Zásadním období ve vývoji plastových oken byla 70. léta, kdy došlo k vážné energetické krizi. V této době se okna vyvinula do podoby, kterou známe dnes. Začaly se vyrábět první dvoukomorové profily s dorazovým těsněním, které ovšem nemělo takové fyzikálně-mechanické vlastnosti těch současných a docházelo k jeho rychlému zpuchření. Dorazové těsnění bylo v 80. letech nahrazeno středovým těsněním, které těsnilo lépe a mělo delší životnost. Tento typ těsnění se uplatnil především při výstavbě panelových domů.
Na dorazové těsnění však nebylo zapomenuto a v 90. letech se opět z ekonomických důvodů začalo některými výrobci používat. Středové těsnění bylo považováno za nadstandard.
Od 90. let do současnosti se vývoj ubírá především směrem zdokonalování materiálů a doplňků. Zvyšující se nároky na tepelně izolační vlastnosti plastových oken a tím i snižující se tepelné prostupy.

## Typy těsnění
V současné době existují 2 typy těsnění a to Dorazové a Středové.

### Středové těsnění
Středové těsnění má na okně celkem 2—3 těsnění. V závislosti na konstrukci plastového profilu může být středové (prostřední) těsnění umístěno buď na rámu, nebo křídle okna, kde je lépe chráněno před poškozením. Výhody oproti dorazovému těsnění jsou především dobré stavebně fyzikální vlastnosti okna, masivní konstrukce, lepší součinitel prostupu tepla U a dobrou zvukovou izolaci. Přední komora vyrovnává rozdíly mezi vnitřním a venkovním prostředím.
Tento profil odolává extrémním klimatickým podmínkám a je proto často používán u panelových domů, ještě lépe se uplatní v horních patrech panelových domů, kde více fouká a je tam častěji hnaný déšť. Při zatížení větrem je středové těsnění tlačeno na dorazovou plochu — čím vyšší rychlost větru, tím lépe těsní. Nevýhodou je, že při otevřeném okně není těsnění chráněno proti poškození a díky své černé barvě je zřetelně viditelné — kvalitnější ale dražší systémy mají středové těsnění na křídle okna, kde je lépe chráněno. Pokud je těsnění poškozeno a dostane se za něj voda, nemůže odtéct.

### Dorazové těsnění
Dalším typem jsou plastová okna s takzvaným dorazovým těsněním. Funkční spára tohoto typu je perfektně těsná. Dorazové těsnění je tvořeno dvěma trvale pružnými těsnicími gumami – jedna na vnější straně rámu druhá na vnitřní straně křídla. V případě vyššího tlaku větru se voda dostává skrz těsnění do vnitřní části okna, kde je odváděna za pomocí šikmé drážky ven přes odvodňovací otvory.

## Vlastnosti

### Rosení oken
Přetrvávajícím mýtem je, že „plastová okna nedýchají a rosí se“. To není pravda. Deklarované izolační vlastnosti okna jsou splněny, pouze pokud jsou okna správně seřízena a maximálně těsní. Nezbytné je tak vždy dostatečné větrání a dobře nastavená teplota vytápění místnosti. Rosení oken nastává zejména v zimních měsících (u plastových, dřevěných i ostatních) pokud na chladném vnitřním skle je dosažena teplota tzv. rosného bodu tj. relativní vlhkost v daném místě je 100 % a dochází ke kondenzaci vodní páry na chladném okně. Řešením je v takovém případě zajistit dostatečné větrání (snížit vlhkost v místnosti), zvýšit teplotu v místnosti (teplý vzduch dokáže pojmout více vzdušné vlhkosti a dojde také ke zvýšení teploty skla v místnosti). Kvalitní hluboko v profilu uložené zasklení trojsklem s teplým meziskelním rámečkem rosení oken účinně brání.
Pokud se rosí plastová okna z venku, je to známkou jejich kvalitní izolace.
V případě, že vodní pára kondenzuje mezi skly uvnitř prostoru zasklení je to případ pro reklamaci oken, protože byla porušena izolace zasklení.
Rosící se rámy oken svědčí o horších tepelně izolačních vlastnostech profilů. Může k tomu dojít při kombinaci vysoké vzdušné vlhkosti, nízké teplotě v místnosti a silnějším mrazu venku u profilů s malou stavební hloubkou. V současnosti jsou standardem plastová okna se stavební hloubkou alespoň 70 mm, rozdělené na 5 a více komor, zasklené trojsklem. V případech obtížnějších povětrnostních podmínek je vhodnější středový systém těsnění (3 těsnicí roviny).

### Tepelně izolační vlastnosti plastových oken
Tepelně izolační vlastnosti jsou dány stavební hloubkou okna a použitým zasklením. V současnosti by na trhu měla být jen plastová okna, která splňují požadavky tepelně technických norem. Nejpřísnější podmínky jsou z hlediska tepelné izolace kladeny na okna pro pasivní domy.
Plastový profil je rozdělen v závislosti na stavební hloubce profilu na izolační komory vyplněné buď vzduchem nebo izolační výplní. Rozdělení na určitý počet komor závisí na stavební hloubce, pokud je komor 5 a více nemá jejich počet zásadní vliv tepelně izolační vlastnosti rámu.

### Tvarová stabilita plastových oken
Pokud mají plastová okna dobrou tvarovou stabilitu, jejich rámy a křídla se nekroutí. Tvarová stabilita je dána jejich konstrukcí a zajišťuje ji buď ocelová výztuha, vlepované sklo, skelná vlákna, případně další technická řešení. Zejména v případě plastových oken v barevném dekoru, u velkých prosklených ploch, atypických tvarů oken a plastových dveří je vhodně dimenzovaná kovová výztuha základem a jistotou, že se prvky nebudou kroutit.

### Kování plastových oken
Kování má zásadní vliv na funkčnost oken. Okna dobře izolují jen při optimálním seřízení. Celoobvodové kování plastových oken je seřiditelné ve všech 3 směrech a poskytuje možnost optimálního nastavení neprůvzdušnosti oken. V ČR jsou standardem u otvíravě sklopných oken vedle ventilace také tzv. mikroventilace. Není to však plnohodnotný a dostatečný způsob větrání. Okno při nastavení na mikroventilaci není v zavřeném stavu a může být snadno otevřeno jak zlodějem, tak i silným poryvem větru. Kování může být také opatřeno bezpečnostními (i elektronickými) prvky, zimní a letní ventilací, elektronickými ovládacími prvky apod.

## Profil plastového okna
Profil plastového okna je vyroben z materiálu PVC bez změkčovadel, který se vyrábí z výchozího granulátu technologií extruze. Výrobní kapacita realizovaná touto technologií mnohonásobně převyšuje možnosti výroby tradičním truhlářským způsobem, životnost těchto výrobků se výrazně prodlužuje a výrobky splňují nové nároky kladené na moderní otvorové výplně.